# Donna de Varona
Donna de Varona (n. 26 aprilie 1947, San Diego, California, SUA) este o înotătoare ce a reprezentat Statele Unite ale Americii, medaliată olimpică. A participat la 2 ediții ale Jocurilor Olimpice (1960, 1964) în care a câștigat 3 medalii de aur.